# Человекообразные обезьяны
Человекообра́зные обезья́ны, или гомино́иды, или антропоморфи́ды, также просто человекообра́зные (лат. Hominoidea или Anthropomorphidae) — надсемейство узконосых обезьян (Catarrhini), строение тела которых сходно с телом человека. Человек, как биологический вид (Homo sapiens), также входит в данный таксон. В состав надсемейства входят два семейства: гиббоновые и гоминиды.
Надсемейство гоминоидов входит — наряду с надсемейством мартышкообразных (Cercopithecoidea) — в состав парвотряда узконосых обезьян (то есть — обезьян Старого Света). Оба надсемейства довольно чётко различаются по анатомическим признакам.

## Описание
Для человекообразных обезьян характерно более крупное (по сравнению с мартышкообразными) тело, отсутствие хвоста, защёчных мешков и седалищных мозолей (у гиббонов они есть, но маленькие). Человекообразным обезьянам свойственен принципиально отличный способ передвижения по деревьям: вместо бега по веткам на всех четырёх конечностях они преимущественно передвигаются на руках, под ветками. Такой способ передвижения называется брахиацией; приспособление к нему вызвало ряд анатомических изменений: более гибкие и длинные руки, подвижный плечевой сустав, уплощённую в передне-заднем направлении грудную клетку.
Все человекообразные имеют сходное строение зубов и более крупный, по сравнению с мартышкообразными, головной мозг. Кроме того, их мозг и более сложный, с высокоразвитыми отделами, отвечающими за органы зрения, за движения кистей и языка.

## Эволюция
Человекообразные обезьяны впервые появились в Старом Свете к концу олигоцена — около 30 млн лет назад. Среди их предков наиболее известны проплиопитеки — примитивные гиббонообразные обезьяны из тропических лесов Файюма (Египет), давшие начало плиопитекам, гиббонам и дриопитекам. В миоцене произошло резкое увеличение числа и разнообразия видов человекообразных обезьян. В эту эпоху (около 20—16 млн лет назад) дриопитеки и другие гоминоиды начали широко расселяться из Африки в Азию и Европу. Среди азиатских гоминоидов были и сивапитеки — предки орангутанов, линия которых отделилась от основного ствола гоминоидов около 16—13 млн лет назад. По данным молекулярной биологии, отделение шимпанзе и горилл от общего с человеком ствола произошло, скорее всего, 8—6 млн лет назад, . Сложное видообразование при расколе между линией человека и линией гориллы, указывает на «беспорядочное» видообразование для крупных приматов, что сильно затрудняет определение возраста расхождения. В конце миоцена или в раннем плиоцене самые ранние члены человеческой клады завершили окончательное отделение от линии Шимпанзе — с оценками возраста для общего предка от 13 миллионов до 4 миллионов лет.

## Классификация

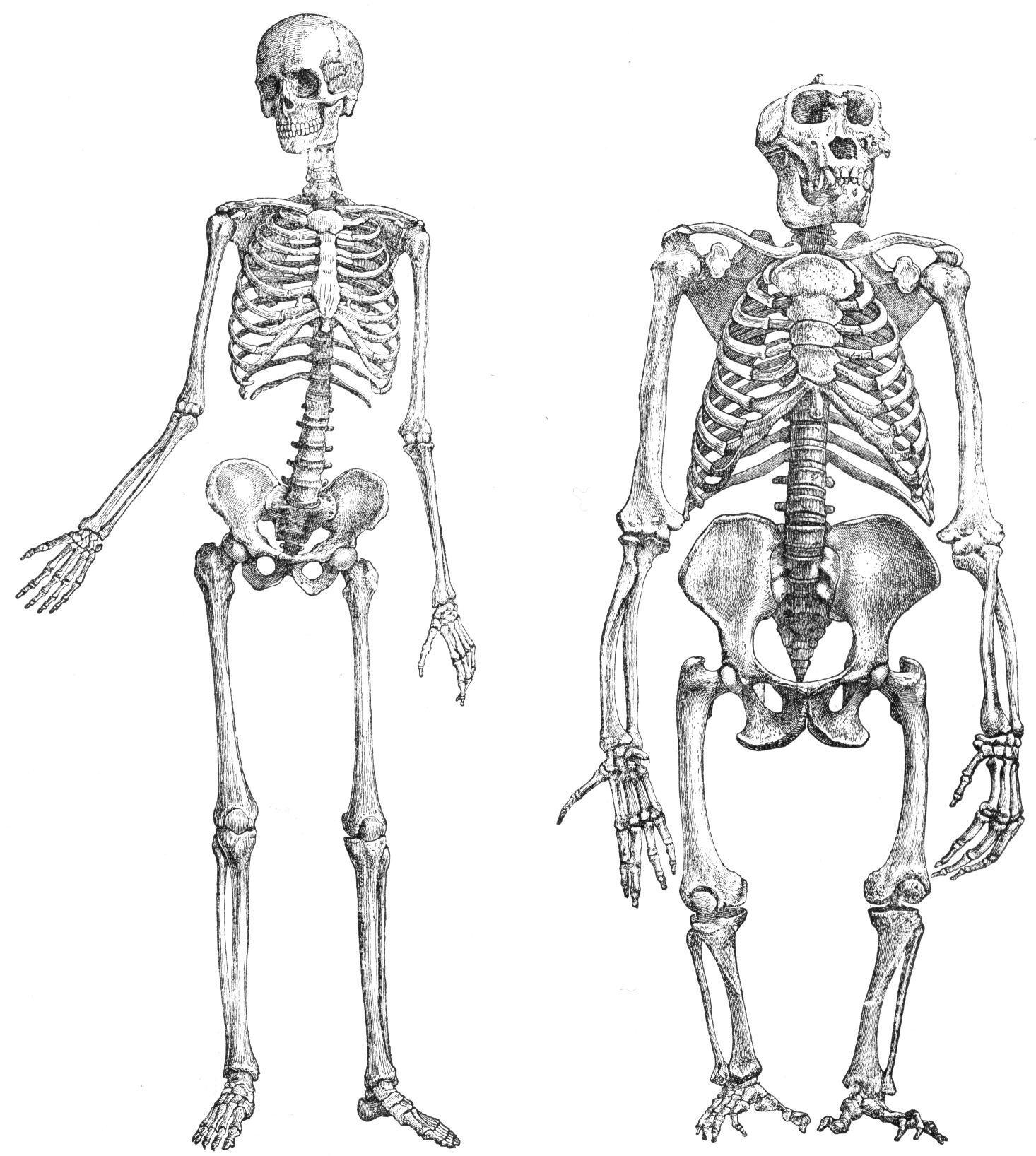
Скелет человека (1) и гориллы (2)

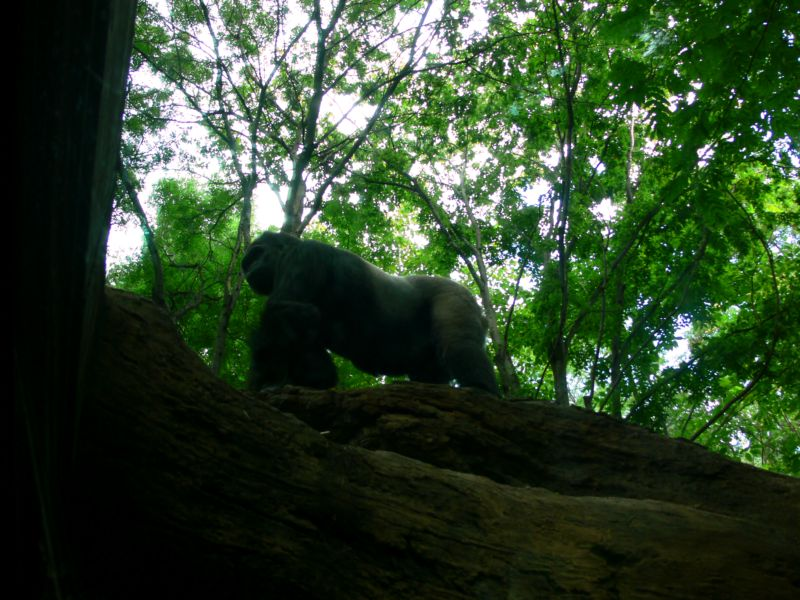
Горилла-вожак на дереве

Традиционно в составе надсемейства выделялись три семейства человекообразных обезьян: гиббоновые (Hylobatidae), понгиды (Pongidae: орангутаны, гориллы и шимпанзе) и гоминиды (Hominidae: человек и его предки). Однако во 2-й половине XX века методами молекулярной филогенетики была выявлена парафилия понгид; под воздействием идей кладистики, не признающей парафилетических таксонов, традиционное семейство Pongidae было упразднено, а входившие в него роды включены в семейство гоминид.
Новая классификация гоминоидов получила широкое распространение после публикации статьи 1990 года М. Гудмена и др. (собственно говоря, объединивший бывших понгид и гоминид таксон рассматривался в само́й этой статье как подсемейство гоминины (Homininae), а под словами «семейство Hominidae» понималось всё надсемейство Hominoidea в его обычном объёме; но это вскоре было исправлено Колином Гроувзом).
Найденный в Испании вид Pliobates cataloniae включают либо в семейство Pliobatidae, сестринское по отношению к гиббоновым и гоминидам, либо относят к плиопитекам (Pliopithecidae). Самыми древними и архаичными из человекообразных являются проконсулиды (Proconsulidae) — Proconsul, Kalepithecus, Kamoyapithecus, Nacholapithecus, Afropithecus, Heliopithecus, Morotopithecus, Mabokopithecus, Nyanzapithecus, Rangwapithecus, Turkanapithecus. Некоторых древних человекообразных выделяют в отдельные семейства Dendropithecidae и Griphopithecidae, ранг некоторых оставляют неопределённым — Equatorius, Kogolepithecus, Langsonia, Otavipithecus, Samburupithecus, Ugandapithecus. Семейство Dendropithecidae иногда возводят в ранг надсемейства Dendropithecoidea. Способностью передвигаться на прямых ногах обладал родственный дриопитекам данувий, живший 11,62 млн лет назад.
В результате современная классификация гоминоидов получила следующий вид (в приводимом перечне указаны только рецентные виды и таксоны надвидового ранга):
- Семейство гиббоновые или малые человекообразные обезьяны (Hylobatidae) 
  - Род Настоящие гиббоны (Hylobates)
    - Белорукий гиббон (Hylobates lar), или лар
    - Быстрый гиббон (Hylobates agilis), или чернорукий гиббон
    - Гиббон Мюллера (Hylobates muelleri)
    - Серебристый гиббон (Hylobates moloch)
    - Кампучийский гиббон (Hylobates pileatus)
    - Карликовый гиббон (Hylobates klossii), или гиббон Клосса

  - Род Хулоки (Hoolock)
    - Западный хулок (Hoolock hoolock), или белобровый гиббон
    - Восточный хулок (Hoolock leuconedys)
    - Hoolock tianxing

  - Род Номаскусы (Nomascus)
    - Северный жёлтощёкий номаскус (Nomascus annamensis)
    - Западный чёрный номаскус (Nomascus concolor)
    - Восточный чёрный номаскус (Nomascus nasutus)
    - Северный белощёкий номаскус (Nomascus leucogenys)
    - Жёлтощёкий номаскус (Nomascus siki)
    - Желтощёкий хохлатый гиббон (Nomascus gabriellae)
    - Хайнаньский гиббон (Nomascus hainanus)

  - Род Сиаманги (Symphalangus)
    - Сиаманг (Symphalangus syndactylus)
- Семейство Гоминиды (Hominidae)
  - Подсемейство Понгины (Ponginae)
    - Род Орангутаны (Pongo) 
      - Борнейский орангутан (Pongo pygmaeus)
      - Суматранский орангутан (Pongo abelii)
      - Тапанульский орангутан (Pongo tapanuliensis) (открыт в 1997, классифицирован как отдельный вид в 2017)[15]

  - Подсемейство Гоминины (Homininae)
    - Род Гориллы (Gorilla) 
      - Западная горилла (Gorilla gorilla)
      - Восточная горилла (Gorilla beringei)

    - Род Шимпанзе (Pan) 
      - Обыкновенный шимпанзе (Pan troglodytes)
      - Карликовый шимпанзе (Pan paniscus), или бонобо

    - Род Люди (Homo)
      - Человек разумный (Homo sapiens sapiens)

## Хронограмма

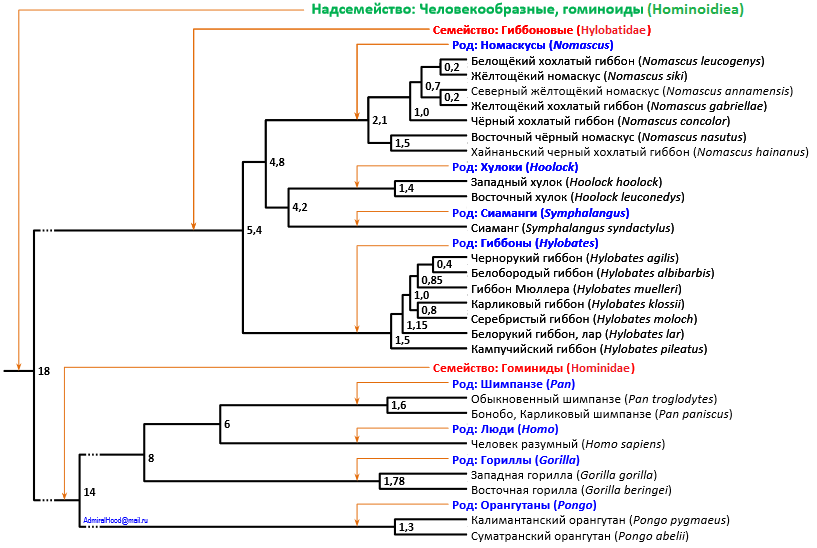
Филогенетическое дерево современных человекообразных обезьян. Цифры в узлах дерева показывают ориентировочное время расхождения филогенетических групп (млн лет) по данным молекулярной филогенетики. Все данные по http://www.onezoom.org/, 07.09.2017

## Находки ископаемых гоминоидов
Древнейшие известные человекообразные — это руквапитек (25,2 млн лет назад), камойяпитек (25 млн лет назад), моротопитек (20,6 млн лет назад; относится к раннему миоцену Уганды), лимнопитек (17—22 млн лет назад) из Кении и Уганды, угандапитек (19—21,5 млн лет назад), рангвапитек (19 млн лет назад) из Кении.
Международная группа ученых, чья статья опубликована в журнале «Current Biology», идентифицировали в Индонезии новый вид орангутанов — Pongo tapanuliensis. Это первый вид человекообразных обезьян, открытый за последние сто лет.